# Dill (football)
Pour les articles homonymes, voir Dill.
Epíldio Barbosa Conceição, surnommé Dill, est un footballeur brésilien né le 4 mars 1974 à São Luís. Il évolue au poste d'attaquant.

## Biographie
Il a joué durant quelques semaines en faveur de l'Olympique de Marseille (saison 2001-2002), qui le souffla à l'AS Saint-Etienne. Ses performances très décevantes lui valurent de la part des supporters phocéens le surnom de Benny Hill (son coéquipier Fernadao étant lui surnommé Fernandel).

## Palmarès

### Club
- Goiás EC
  - Champion de Série B en 1999
  - Champion du Goiás en 1997, 1998, 1999 et 2000
  - Vainqueur de la Copa Centro-Oeste en 2000.
- Servette FC
  - Coupe de Suisse en 2000
- São Paulo FC
  - Supercampeonato Paulista en 2002
- CR Flamengo
  - Champion de Rio de Janeiro en 2004
  - Vainqueur de la Coupe Guanabara en 2004
- Santa Cruz FC
  - Vainqueur de la Copa Pernambuco en 2009

### Distinctions individuelles
- Meilleur buteur du championnat du Goiás en 2000
  - Meilleur buteur du championnat du Brésil en 2000
  - Meilleur buteur du championnat de Bahia en 2005